# Кантонски панаир
Кантонският панаир в Гуанджоу (известен и като Кантон), Китай, провеждан от април 1957 година, е най-големият търговски панаир в страната и в цяла Азия.
Официалното му име Китайски панаир за внос и износ от 2007 година, като е преименуван от Китайски панаир на износни стоки. Домакини на панаира са Министерството на търговията на Китай и народното правителство на Гуанджоу, организатор е Външнотърговският център на Китай.
На панаира се сключват много търговски сделки, чиято обща стойност е достигала 263 милиарда ам. дол. Броят на посетителите е надхвърлял 165 000 души.
Провежда се в изложбен център на остров Пажоу (Пачжоу) в 2 сесии годишно (пролет, есен), всяка в 3 фази по 5 дни.
Пролетно изложение:
- I фаза: 15 – 19 април
- II фаза: 23 – 27 април
- III фаза: 1 – 5 май

Есенно изложение:
- I фаза: 15 – 19 октомври
- II фаза: 23 – 27 октомври
- III фаза: 31 октомври – 4 ноември